# 安德烈·米亚赫科夫
安德烈·瓦西里耶维奇·米亚赫科夫（俄语：Андрей Васильевич Мягков，1938年7月8日—2021年2月18日），苏联及俄罗斯演员。

## 生平
1938年7月8日生于列宁格勒。毕业于列宁格勒技术学院。毕业供职于列宁格勒的一家研究型企业。在一次业余表演中，他被莫斯科艺术剧院戏校的老师选中，赴莫斯科学习，师从瓦西里·马尔科夫。1965年毕业后进入当代剧院担任演员，期间参演了高尔基的戏剧《在底层》、陀思妥耶夫斯基的《舅舅的梦》、冈察洛夫的《平凡的故事》、萨尔蒂科夫-谢德林的《现代牧歌》、沙特罗夫《布尔什维克》等戏剧。1977年转入莫斯科艺术剧院，表演契诃夫、易卜生、普希金的戏剧。1986年获苏俄人民艺术家称号。
在电影方面，他1975年在《命运的捉弄》之后声名鹊起。1977年在《办公室的故事》中饰演的诺沃谢利采夫一角让观众们印象深刻。
2021年2月18日在莫斯科逝世。